# Arnex-sur-Orbe
Arnex-sur-Orbe é uma comuna da Suíça, situada no distrito de Jura-Nord Vaudois, no cantão de Vaud. Tem 7,62 km² de área e sua população em 2018 foi estimada em 630 habitantes.